# Thomas Byberg
Thomas Hedvin Byberg (* 18. September 1916 in Hommelvik; † 13. Oktober 1998 in Trondheim) war ein norwegischer Eisschnellläufer.
Byberg begann in den 1930er seine Karriere als Eisschnellläufer, wobei er zunächst bei der Arbeitermeisterschaft startete und nahm nur an wenigen internationale Mehrkampfwettbewerben teil. Er startete bei der inoffiziellen Mehrkampf-Weltmeisterschaft 1946 in Oslo und bei der inoffiziellen Mehrkampfeuropameisterschaft 1946 in Trondheim, die er aber beide vorzeitig beendete. Seinen größten Erfolg hatte er bei den Olympischen Winterspielen 1948 in St. Moritz. Dort holte er die Silbermedaille über 500 m. Bei norwegischen Meisterschaften kam er im Mehrkampf nie auf Podestplatzierungen.

## Persönliche Bestleistungen
| Disziplin | Zeit        | Datum            | Ort        |
| --------- | ----------- | ---------------- | ---------- |
| 500 m     | 43,2 s      | 30. Januar 1948  | St. Moritz |
| 1000 m    | 1:34,0 min  | 11. Januar 1936  | Oslo       |
| 1500 m    | 2:23,7 min  | 2. Februar 1936  | Trondheim  |
| 3000 m    | 5:12,9 min  | 12. Januar 1936  | Oslo       |
| 5000 m    | 8:51,9 min  | 12. Februar 1938 | Oslo       |
| 10.000 m  | 18:49,1 min | 9. Februar 1936  | Oslo       |